# Egil Myrhaug
Egil Myrhaug (26 settembre 1951) è un ex sciatore alpino norvegese.

## Biografia
Specialista delle prove tecniche, Myrhaug ai Campionati norvegesi vinse la medaglia di bronzo nello slalom speciale e nella combinata nel 1969, la medaglia d'argento nello slalom gigante nel 1970 e nel 1971, la medaglia d'argento nello slalom speciale nel 1973 e la medaglia d'oro nello slalom speciale e quella d'argento nella combinata nel 1974; non prese parte a rassegne olimpiche e non ottenne piazzamenti di rilievo in Coppa del Mondo o ai Campionati mondiali.

## Palmarès

### Campionati norvegesi
- 7 medaglie[senza fonte]:
  - 1 oro (slalom speciale nel 1974)[2]
  - 4 argenti (slalom gigante nel 1970; slalom gigante nel 1971; slalom speciale nel 1973; combinata nel 1974)[senza fonte]
  - 2 bronzi (slalom speciale, combinata nel 1969)[1]